# Alléerna vid Övedskloster

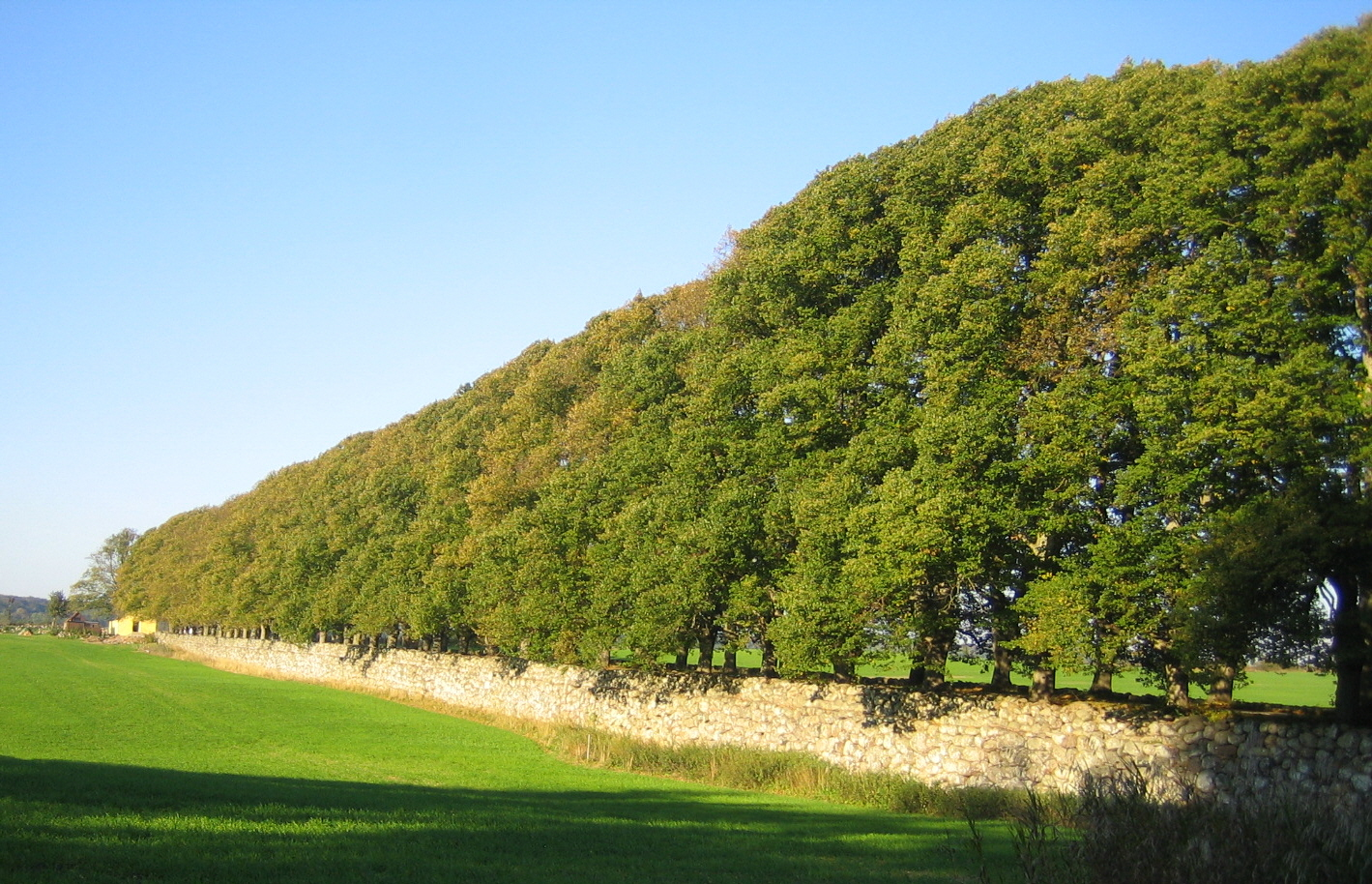
Lindallé vid Övedskloster

Alléerna vid Övedskloster är ett naturminne vid Övedsklosters slott i Sjöbo kommun. Alléerna skyddades som naturminne den 20 november 1957 och är byggnadsminne sedan 1982.
Omkring 1770 lät Hans Ramel anlägga alléer av parklind runt slottet efter ritningar av bland andra arkitekt Carl Hårleman. De planterades tätt och beskars hårt till i slutet av 1800-talet men har senare fått växa friare.
Totalt åtta lindalléer ingår i naturminnet, varav några har föryngrats på 1980-talet. De är väl skyltade och sköts årligen genom länsstyrelsena försorg.
I samband med forskningsprojektet Det historiska lindmaterialet i svenska parker och trädgårdar har SLU i Alnarp tagit fram en sortäkta parklind med namnet 'Övedskloster' E till plantering i stora lindalléer, från en av alléerna på Övedskloster.